# Суонланд
Суонланд (на английски: Swanland) е природна област в щата Западна Австралия, заемаща югозападната част на Западноавстралийското плато. Отличава се от останалата част на платото с преобладаването на субтропични ландшафти, от средиземноморски тип. Голяма част от природната област е заета от равнини, спускащи се на запад чрез тектонския отстъп на хребета Дарлинг, към крайбрежната низина. Количеството на валежите намалява с отдалечаването от крайбрежието от 1500 mm на запад до 400 mm на изток, като 80% от тях падат от май до октомври (края на есента, зимата и началото на пролетта). Основните реки са Суон, Ейвън, Блекууд, Уорън, Франкланд, Гарднър и др., вливащи се в Индийския океан. Флората на региона се отличава със своя висок ендемизъм не само като видове (предимно евкалипти), но и като родове и семейства. По крайбрежието все още се срещат малки участъци от унищожени от стопанската дейност на човека евкалиптови гори, а във вътрешността – евкалиптови редки гори и мали-скреб (вид храстови евкалипти). Природната област Суонланд е важен земеделски район на Австралия, като се отглеждат основно зърнени култури и се развива пасищното овцевъдство.